# تانگاله
تانگاله (به لاتین: Tangalle) یک شهرک در سری‌لانکا است که در استان جنوبی (سری‌لانکا) واقع شده‌است.